# Търносливка
Търнослѝвка е село в Южна България, община Ардино, област Кърджали.

## География
| Население по години | Население по години |
| ------------------- | ------------------- |
| 1934 г.             | 298 души            |
| 1946 г.             | 358 души            |
| 1956 г.             | 307 души            |
| 1975 г.             | 395 души            |
| 1985 г.             | 286 души            |
| 1992 г.             | 162 души            |
| 2001 г.             | 141 души            |
| 2011 г.             | 123 души            |
| 2018 г.             | 121 души            |

Село Търносливка се намира в източната част на Западните Родопи, на 10 – 15 km западно от границата им с Източните Родопи, на около 25 km запад-югозападно от центъра на град Кърджали и 4 km западно от град Ардино.
Селото, разтеглено по дължина на около километър и половина, е разположено по бѝло в направление северозапад – югоизток. На около километър и половина северозападно и 500 м по-ниско тече река Арда, по която минава границата между областите Кърджали и Смолян. На около 4 km от селото, отвъд реката, е село Вишнево. На около 4,5 km североизточно, надолу по течението на Арда, е Дяволският мост.
В северозападния си край село Търносливка има надморска височина около 970 – 980 m, а в югоизточния – около 940 m. Източно от Търносливка на около километър е село Родопско, а на около километър и половина североизточно от последното – село Ахрянско.
В падина̀та между Търносливка и Родопско има малък язовир.
Пътят до село Търносливка е отклонение на северозапад в село Светулка от третокласния републикански път III-865, идващ от Кърджали и през Светулка продължаващ към Ардино.

## История
Селото – тогава с име Тюрк-ереджек – е в България от 1912 г. Преименувано е на Търносливка с министерска заповед № 3775, обнародвана на 7 декември 1934 г.

## Население
Преброяване на населението през 2011 г.
Численост и дял на етническите групи според преброяването на населението през 2011 г.:
|                     | Численост | Дял (в %) |
| Общо                | 123       | 100,00    |
| Българи             | 0         | 0,00      |
| Турци               | 123       | 100,00    |
| Цигани              | 0         | 0,00      |
| Други               | 0         | 0,00      |
| Не се самоопределят | 0         | 0,00      |
| Неотговорили        | 0         | 0,00      |

## Религии
Религията, изповядвана в селото, е ислям.

## Обществени институции
Село Търносливка към 2020 г. е център на кметство Търносливка.
Молитвеният дом в селото е джамия.